# П'яве (сир)

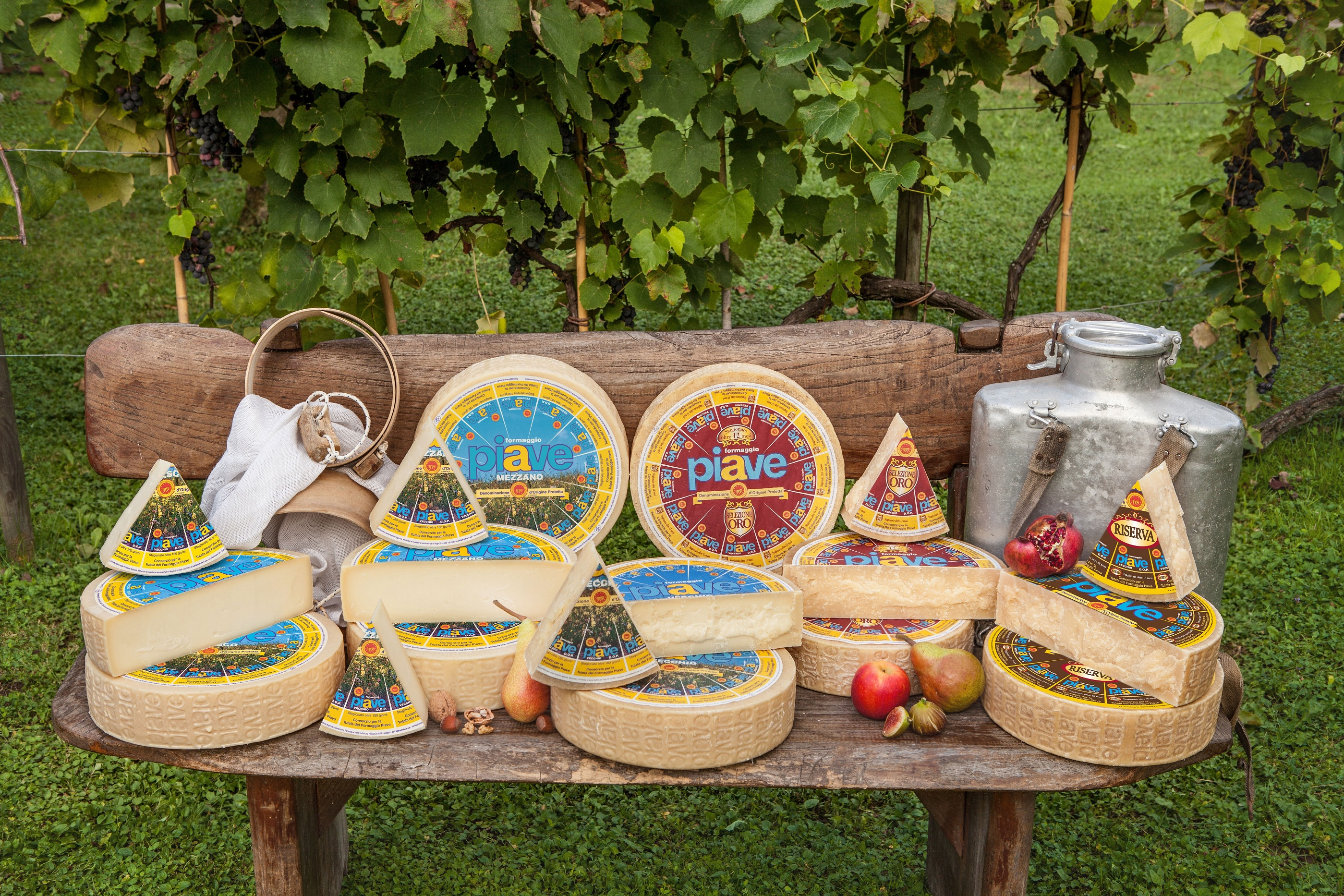
Різновиди П'яве

П'яве (італ. Piave DOP) — італійський сир з молока корів. Виробляється у регіоні Венето (провінція Беллуно у передгір'ях Доломітових Альп). Сир отримав свою назву від ріки П'яве, яка протікає по Венето.

## Історія
Сир з'явився у 1960 році, він вироблявся у незначній кількості та був відомий тільки у зоні його виробництва. У 2010 році виробники створили «Консорціум по захисту сиру П'яве». У наш час сир став популярним на всій території Італії та за її межами (США, Австралія, Канада), його виробництво становить близько 350 тисяч сирних голів на рік. 

## Технологія виробництва
Сир виробляється у провінції Беллуно та щонайменше на 80 % повинен складатись з молока місцевих порід корів (італ. Bruna italiana, Pezzata Rossa italiana, Frisona italiana), які випасались на місцевих пасовищах. У зібране молоко додаються закваски, що містять автохтонні молочнокислі бактерії, які одержують на місці з сирого молока або сироватки, вони є важливими для надання сиру особливих смакових якостей. Після згортання молока за допомогою сичужного ферменту сирна маса проходить нагрівання до певної температури й потім, після відділення сироватки, розміщується в спеціальні форми. Засолювання проводиться за допомогою занурення форм в розчин солоної води. Потім відбувається дозрівання сиру в приміщеннях з контрольованою температурою і вологістю.

## Характеристика сиру
Сир циліндричної форми з діаметром 27–32 см, висотою (бічна сторона) близько 7–8 см. Вага змінюється в залежності від періоду дозрівання від 7,0 кг до 5,5 кг. Шкірка, світла і м'яка у молодого сиру, ущільнюється і потовщується в міру його дозрівання, стаючи твердою, кольору вохри. Сирна маса, компактна і без дірочок, дуже світла у П'яве Фреско, з часом приймає солом'яний відтінок, все більш насичений у більш зрілих сирів, сирна маса яких стає більш розсипчастою, що типово для сирів, які вживаються тертими. 
П'яве має декілька різновидів в залежності від терміну витримки.
- італ. Piave DOP Fresco витримка 20–60 діб, напівтвердий сир з однорідною і компактною структурою, з приємним ніжним солодкуватим смаком і ароматом молока і йогурту.
- італ. Piave DOP Mezzano витримка 61–180 діб, твердий сир, трохи солонуватий, з вираженим смаком та ароматом молока та йогурту.
- італ. Piave DOP Vecchio витримка понад 180 діб, твердий сир розсипчастої консистенції, з приємним фруктовим смаком.
- італ. Piave DOP Vecchio Selezione Oro  витримка понад 12 місяців, має солодкуватий насичений смак та тривалий післясмак.
- італ. Piave DOP Vecchio Riserva витримка понад 18 місяців, виробляється у невеликих кількостях, сир має своєрідний смак.

Ні бічній поверхні сирної голови штампується назва сиру. Також на сирній голові штампується номер партії сиру, який являє собою рік, місяць та день виготовлення.

## Вживання
П'яве вживають як самостійну страву, він гарно поєднується з винами регіону Венето. Також сир додають при приготуванні страв (паста, овочі, закуски).